# República de Siena
La República de Siena (en italià Repubblica di Siena) va ser un estat creat el 1125 al voltant de la ciutat de Siena. No va ser reconegut pel Sacre Imperi Romanogermànic com a estat independent i autònom fins al 1186.

## Instauració
Amb la caiguda de la Marca de Toscana, després de la mort de Matilde de Toscana, la ciutat passà a ser governada directament pel bisbe. Amb tot, aviat el poder episcopal va decaure i el bisbe es va veure obligat a concedir major intervenció de la noblesa en el govern de la ciutat, a canvi de la seva ajuda durant una disputa territorial amb Arezzo. D'aquesta manera s'establia la República de Siena el 1125.

## Prosperitat

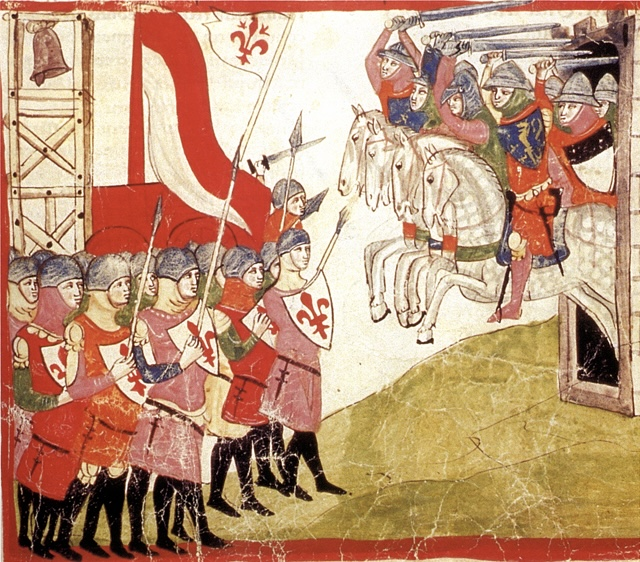
Batalla de Montaperti

Aquesta situació va propiciar que Siena es convertís aviat en un gran centre de préstecs de diners, amb un gran nombre de bancs i comerciants, i un important actor en el comerç de la llana. La prosperitat va permetre la construcció dels edificis més importants de la ciutat, com la Catedral de Siena, el Palau Comunal de Siena o la piazza del Campo. Al mateix temps es va obrir l'escola de pintura de Siena, de gran importància en el desenvolupament de l'art italià.
A principis del segle XII una comuna auto-governada va reemplaçar l'anterior govern aristocràtic. Els cònsols que governaven la república es van anar fent cada vegada més intrusius per al poble i el burg va anar ampliant el seu territori a mesura que els nobles feudals es doblegaven al poder urbà.
La República de Siena estava habitualment enfrontada políticament a la seva gran rival, Florència. Durant la lluita, que va dividir les ciutats italianes entre güelfs i gibel·lins, Siena es va posicionar entre les segones, començant una llarga disputa contra la veïna güelfa, Florència. El punt àlgid seria la batalla de Montaperti, el 1260, que tingué lloc als afores de Siena. La victòria es va decantar pel bàndol sienès, tot i la inferioritat numèrica, confirmant l'autonomia i importància de Siena i posant fi al perill florentí. Segons algunes fonts, va ser en record d'aquesta victoriosa batalla que els sieneses van decidir iniciar el Palio, considerada avui una de les festes històriques més importants d'Itàlia.

## Decadència
No obstant això, amb la Pesta de 1348 va començar la decadència de Siena, en morir dos terços de la població. A partir de llavors es van succeir alts i baixos polítics. El 1355, amb l'arribada de Carles IV de Luxemburg a la ciutat, la població es va alçar i va suprimir el govern dels Nove (Nou), establint el dels Dodici (Dotze) nobles ajudats per un consell amb majoria popular. Poc després fou reemplaçat pels Quindici (Quinze) el 1385, els Dieci (Deu, 1386-1387), Undici (Onze, 1388-1398) i Dotze Priors (1398-1399) que finalment van lliurar el senyoriu de la ciutat a Gian Galeazzo Visconti de Milà per defensar-se l'expansionisme florentí.
El 1404 els Visconti van ser expulsats i es va establir un govern de Deu Priors. Amb l'elecció del sienès Pius II com a Papa, els Piccolomini i altres famílies nobles van poder tornar al govern, però després de la seva mort el control va tornar a mans populars.

## Annexió a Florència
Les faccions nobles van tornar a la ciutat amb Pandolfo Petrucci el 1487, amb el suport de Florència i Alfons de Calàbria; Petrucci va exercir poder efectiu sobre la república fins a la seva mort el 1512, afavorint les arts i les ciències i defensant-se de Cèsar Borja. L'últim Petrucci va ser Fabio, exiliat el 1523 pel poble de Siena. Es va reprendre la lluita interna, amb la facció popular desbancant al partit Noveschi, recolzat per Climent VII, el qual va enviar un exèrcit que fou derrotat a Camollia el 1526. L'Emperador Carles V es va aprofitar de la caòtica situació i va posar una guarnició espanyola a Siena. Amb l'ajuda de França els sienesos la van expulsar el 1552, però l'Emperador va enviar l'exèrcit Imperial Florentí com a resposta.
L'exèrcit de la República de Siena va ser derrotat en la batalla de Marciano (agost de 1554), fet amb el que es va perdre tota esperança d'alleujament. Després de 18 mesos de setge, la capital, Siena, es va rendir a les tropes Imperials-florentines el 17 d'abril de 1555, marcant el final de la República de Siena, tot i que un govern republicà de 700 famílies sieneses resistiria a Montalcino fins al 1559.
El nou rei espanyol, Felip II, va cedir Siena al Ducat de Florència dels Mèdicis, juntament amb algunes fortaleses costaneres dels Presidis de Toscana, passant a formar part del futur Gran Ducat de Toscana, al qual va pertànyer fins a la unificació d'Itàlia del segle xix.

## Els Presidis Toscans
Florència, pel tractat de Londres del 20 de maig de 1557 va rebre Portoferraio a l'illa d'Elba, i quasi tot el territori de Siena, incloent la ciutat, però va renunciar al Piombino; el rei d'Espanya es va reservar els castells d'Orbetello, Porto de Ercolo, Monte Filipo, Monte Argentaro, Porto San Estefano i Telemone, a la costa del territori de Siena, en compensació per la cessió de la República de Siena a Florència, i amb aquests dominis va establir presidis (fortaleses amb guarnició), constituint d'aquesta manera els Presidis Toscans.